# SC-FDMA
SC-FDMA（Single-carrier Frequency-Division Multiple Access，单载波频分多址），是LTE的上行链路的主流多址技术。因为SC-FDMA在传统的OFDMA处理过程之前有一个额外的DFT（离散傅立叶变换）处理，SC-FDMA也被叫做线性预编码OFDMA技术。
相比OFDMA，SC-FDMAOFDMA的PAPR（峰值/平均功率比，peak-to-average power ratio）比较低，可以提高移动终端的功率发射效率，延长电池的使用时间，降低终端成本。

## LP-OFDMA/SC-FDMA的发射机/接收机结构
SC-FDMA技术和OFDMA十分类似。每个用户的数据流比特被映射到星座图符号（比如BPSK符号、QPSK符号
或者M-QAM符号）。系统给不同的用户分配不同的傅立叶系数。傅立叶系数的分配在映射单元和逆映射单元内
完成。发射端在IFFT之前插入傅立叶沉默系数，接收端则在FFT之后去除这个系数。
SC-FDMA的特征是输出单载频发射信号，而OFDMA输出的是多载频信号。
OFDMA中，数据符号被独立地调制到每一个子载波，因此在任何一个时点，每个子载波的振幅取决于数字信
号调制方案的星座点。而在SC-FDMA，调制到特定子载波上的某个时点的所有数据符号的线性组合。
SC-FDMA信号可以在时域生成，也可以在频域生成。处于和下行链路的兼容考虑，LTE选择了在频域生成
SC-FDMA技术，即DFT-S-OFDM（Discrete Fourier Transform-Spread OFDM）技术。该技术是在
OFDM的IFFT调制之前对信号进行DFT扩展，这样系统发射的是时域信号，从而可以避免OFDM系统发送频域信号
带来的PAPR问题。
LTE上行链路物理层的相关参数是：子帧（Subframe）长度1ms， 每个子帧包含2个时隙,即时隙（Slot）
长度0.5ms;SC-FDMA符号长度66.67µs；如果是普通前缀（CP）,则每个slot包括7个符号，第一个符号前的
CP长度为5.2µs，后面6个符号之前的CP长度为4.69µs；如果是扩展前缀（CP），则每个slot包括6个符号，
符号前的CP长度是16.67µs；每个资源块（RB）包含12个子载波；每个子载波的带宽是15KHz。
对于一个20MHz的LTE系统，能够提供1200个子载波，即100个资源块（RB）。